# مقاطعة داشكسن
مقاطعة داشكسن (بالإنجليزية: Daşkəsən)‏ هي مقاطعة في أذربيجان..[بحاجة لمصدر] كانت تسمى داستافور حتى عام 1965م. عاصمتها داشكسن.